# Granada (Meta)
Granada ist eine Gemeinde (municipio) im Departamento Meta in Kolumbien. Granada ist der Sitz des Bistums Granada en Colombia, das 1999 zum Bistum erhoben wurde.

## Geographie
Granada liegt in Meta, in der Region Ariari, 80 km von Villavicencio und 180 km von Bogotá entfernt auf einer Höhe von 332 m ü. NN. Das Gebiet der Gemeinde ist größtenteils flach, geprägt vom Río Ariari, von Savannen sowie Tali. Die Gemeinde grenzt im Norden an San Martín, im Westen an Lejanías und El Castillo, im Osten an San Martín und Fuente de Oro und im Süden an Fuente de Oro und San Juan de Arama.

## Bevölkerung
Die Gemeinde Granada hat 67.192 Einwohner, von denen 56.619 im städtischen Teil (cabecera municipal) der Gemeinde leben (Stand: 2019).

## Geschichte
Das Gebiet des heutigen Granada wurde vor der Ankunft der Spanier von den indigenen Völkern der Guayupe, Sae und Operigua bewohnt, die in der Folge unter eingeschleppten Krankheiten zu leiden hatten, die viele Indigene töteten. Das Gebiet wurde dann auf der Suche nach Kautschuk, Chinin und Holz besiedelt. Granada war zunächst eine Siedlung mit dem Namen Boquemonte, die ab 1940 den Status eines caserío (Gehöft) hatte und 1948 eine Polizeiinspektion erhielt. Die Region wurde insbesondere in den 1950er und 1970er Jahren vom Hochland aus besiedelt. Seit 1956 hat Granada den Status einer Gemeinde sowie den aktuellen Namen, zu Beginn noch als Nueva Granada.

## Wirtschaft
Die wichtigsten Wirtschaftszweige von Granada sind Landwirtschaft und großflächige Rinderproduktion, wobei insbesondere Reis, Mais, Ölpalme, Kakao, Maniok, Zuckerrohr für Panela, Papaya, Maracuya und Zitruspflanzen angebaut werden.